# 武蔵観光

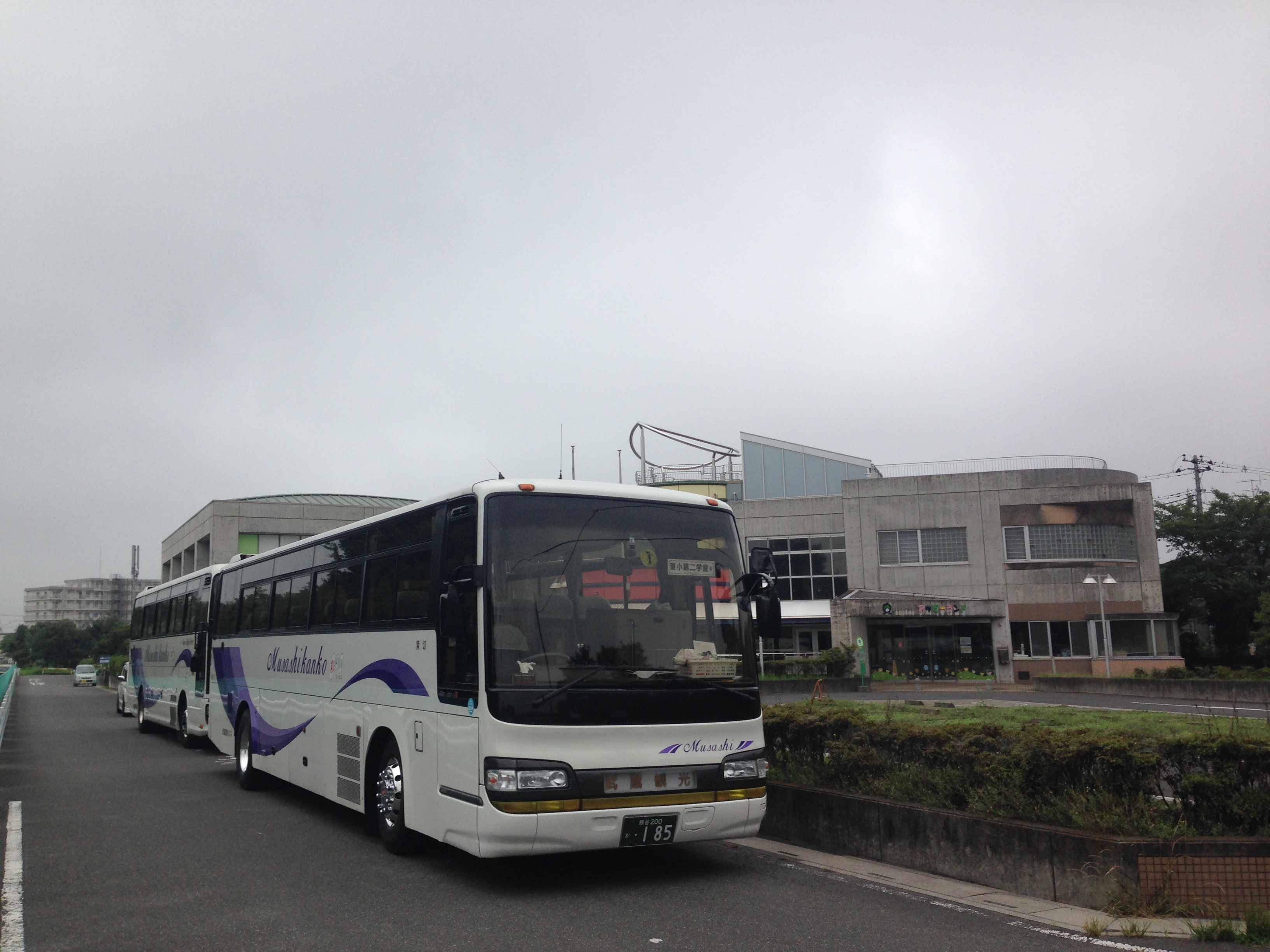
武蔵観光の大型貸切バス
日野・セレガR

武蔵観光バス（むさしかんこうばす）は、埼玉県熊谷市に本社を置くバス事業者である。貸切バス・タクシー事業者の福島観光自動車（本社：福島県郡山市）は兄弟会社（関連会社）にあたり、バス車両の塗色が同一である。貸切バス事業を中心に、旅行業許可を得てツアーを開催したり、乗合バス事業では廃止代替バスの運行なども行う。
日本バス協会傘下の一般社団法人埼玉県バス協会会員。ただし、埼玉県バス協会の公式ウェブサイトには、関連会社の協同貨物自動車株式会社（きょうどうかもつじどうしゃ）として掲載されている。
武蔵観光株式会社の公式ウェブサイトは開設されていない。

## 沿革
- 1950年（昭和25年）12月4日 - 会社設立[3]。
- 2023年（令和5年）4月1日 - 旧法人（法人番号：8030001085261）が、同日付で関連会社の協同貨物自動車株式会社（法人番号：3030001091594）へ吸収合併され解散[7]。

## 路線
- 県北都市間路線代替バス[9]（東武バス廃止代替）
  - 深谷駅 - 寄居駅入口 - 寄居車庫
  - 本庄駅 - 寄居駅入口 - 寄居車庫

### 過去の路線
- ときがわ町代替バス
  - 小川線（小川町駅 - 明覚駅）
  - ときがわ町から受託（東武バス廃止代替）。2007年10月1日付でイーグルバスへ移管。
- 児玉支所 - 本泉小前 - イロハ橋折返場
  - 本庄市から委託（東武バス廃止代替）。2013年9月30日付で廃止。

## 関連会社
- 福島観光自動車株式会社[1][3] - 福島県郡山市横塚2丁目1番3号（貸切バス事業）[10]
- 協同貨物自動車株式会社 - 埼玉県秩父郡皆野町大字皆野558番16（貨物自動車運送業）[1]
- 秩父観光自動車株式会社 - 埼玉県秩父郡皆野町大字皆野971番地（タクシー事業）[1]
- 株式会社秩父中央自動車学校 - 埼玉県秩父市大字大野原1453番地（自動車教習所）[1]
- 安全自動車工業株式会社 - 埼玉県秩父郡皆野町大字皆野504（自動車整備業）[1]